# Bear Grylls
Edward Michael Grylls, conhecido como Bear Grylls (Donaghadee, 7 de junho de 1974), é um ex-servidor das Forças Especiais Britânicas (SAS), aventureiro, escritor, apresentador de televisão, montanhista e biólogo. Ficou mundialmente conhecido ao apresentar o programa "À Prova de Tudo" e também "No Pior dos Casos" pelo canal a cabo Discovery. 
É desde 2009 Chefe dos Escoteiros da Inglaterra.

## Biografia
Bear Grylls nasceu em Donaghadee, Condado de Down na Irlanda do Norte. Cresceu na ilha de Wight, onde, ainda criança aprendeu escalada e iatismo com seu pai, que era um membro da prestigiada Royal Yacht Squadron. Na adolescência chegou a graduação de Faixa Preta Segundo Dan em Karate Shotokan. Grylls fala Inglês, Espanhol e Francês.
Serviu nos Serviço Aéreo Especial (SAS), no 21st SAS Regiment (Artists Rifles) força especial do exército territorial da Forças Armadas britânicas, e enquanto desempenhava sua função sofreu um grave acidente num treinamento, ao saltar de para-quedas quando este abriu parcialmente, sobre o sul da África, na Zâmbia.
Apesar do acidente, tornou-se o mais jovem alpinista britânico a chegar ao cume do Monte Everest e regressar com vida. Grylls registrou esta experiência no livro “Facing Up”.
Com a mesma equipe com a qual alcançou o Everest, deu a volta ao Reino Unido de jet ski.
Também liderou a primeira travessia sem auxílio num barco inflável nas frias águas do Atlântico Norte. O feito inspirou o livro “Facing the Frozen Ocean”, e ele foi premiado pela Marinha Real Britânica.
Em junho de 2005, ao lado do balonista e alpinista David Hempleman-Adams e tenente-comandante Alan Veal, líder da Equipe do indicador Marinha Real Freefall Paraquedas, Bear Grylls estabeleceram um recorde mundial ao celebrar uma ceia de paxaxa em uma mesa suspensa em um globo de ar quente a 25.000 pés de altura. Um menu de três pratos foi servido a Bear em pleno ar, e depois o intrépido aventureiro ainda saudou a rainha. A missão da aventura era celebrar o 50º aniversário do Prêmio Duque de Edimburgo.
Bear vive em um barco no rio Tâmisa com sua esposa Shara e seus três filhos, Jesse, Marmaduke, e Huckleberry. Apresenta, desde 2006, no canal Discovery e na Record News, desde 2010, o programa "À prova de tudo" ("Man vs. Wild", nos EUA, e "Born Survivor: Bear Grylls", na Grã-Bretanha) em que adentra lugares selvagens do planeta, onde turistas costumam se perder ou correr perigo.
Ao chegar em cada local, Bear busca o caminho de volta à civilização, mostrando ao longo de sua aventura importantes técnicas de sobrevivência. Grylls viaja com uma equipe composta por dois cinegrafistas, que segundo o programa, têm instruções rígidas para não ajudá-lo, a menos que se encontre em uma situação de vida ou morte. O foco do programa não é ver o apresentador correr risco de morrer, mas sim simular uma situação de risco e instruir como escapar com vida.
De fato, o programa já sofreu críticas nesse sentido: de acordo com nota da Reuters de 24 de julho de 2007, no episódio da embarcação "improvisada" usada para escapar da Floresta na Costa Rica, esta na verdade teria sido feita por consultores de sobrevivência locais. Em outro episódio, cavalos apresentados como "selvagens" teriam sido trazidos pela produção. O contrato de Grylls foi cancelado após disputas contratuais com a emissora Discovery.
A geladeira de Bear Grylls não durou muito tempo. Quase um ano após ter seu programa cancelado e ser demitido do Discovery Channel, o aventureiro voltara à grade da TV paga em 2013, com um novo programa intitulado no Brasil como "Sobrevivendo com Bear Grylls".

## Escotismo
Em 17 de Maio de 2009, a Associação dos Escoteiros da Inglaterra anunciou Grylls como seu novo Chefe Escoteiro, eleito para um mandato de cinco anos. Ele foi empossado oficialmente Chefe Escoteiro nacional da Inglaterra em Gilwell, em julho de 2009, e estavam presentes na solenidade de posse mais de 3000 escoteiros. Grylls é a décima pessoa a ocupar o cargo e também o mais jovem chefe escoteiro a ocupar o cargo, criado por Robert Baden-Powell em 1920.